# ザラ・キルシュ

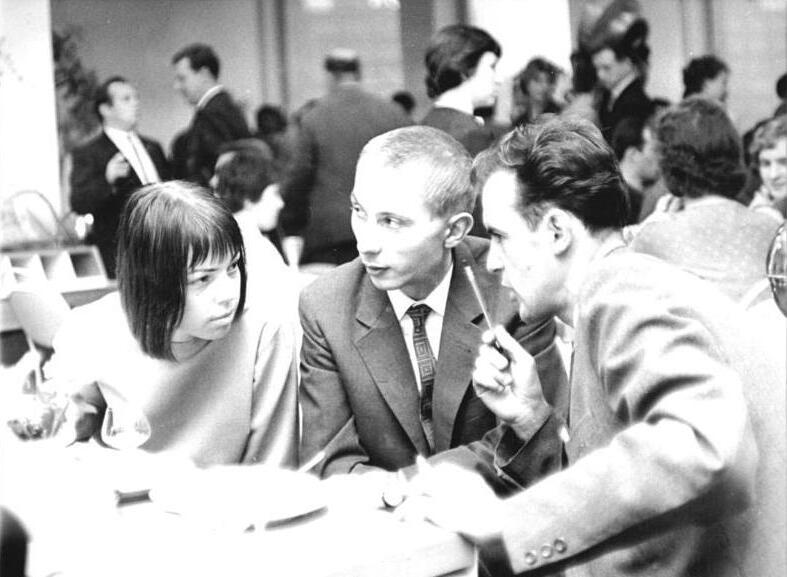
ザーラ・キルシュ、ライナー・キルシュと（1964年）

ザラ・キルシュ（Sarah Kirsch, 1935年4月16日 - 2013年5月5日）は、ドイツの詩人。本名イングリート・ヘラ・イルメリンデ・キルシュ (Ingrid Hella Irmelinde Kirsch)、旧姓ベルンシュタイン(Bernstein)。

## 生涯
1935年、テューリンゲン地方のリムリンゲローデに生まれる。父は電気通信機械工だった。1937年以降の幼年期・青春期をハルバーシュタットで過ごす。彼女は自然への関心が強く、1954年から1958年までハレで生物学を学び、学士号を取得した。1958年に、詩人ライナー・キルシュと知り合い、1960年に彼と結婚。1968年に離婚した。
1960年以降、アンソロジーや雑誌に抒情詩を発表。この頃から使っているザラという筆名は、第三帝国（ナチス・ドイツ）でのホロコーストに対する抗議の気持ちから選んだものである。1963年から65年まで、夫とともにライプツィヒにあるヨハネス・R・ベッヒャー文学研究所で学ぶ。1965年から夫ともにハレで文筆家として生活し、DDR作家連盟の一員となる。1965年、夫と共同で詩集『恐竜との対話』を出版。この詩集でFDJの芸術賞、エーリッヒ・ヴァイネルト・メダルを授与される。2年後の1967年には単著による最初の詩集『田舎滞在』が出版された。
1968年にライナー・キルシュと別れた後、東ベルリンへ引越し、1969年に息子モーリッツを生んだ（父はカール・ミッケル）。ここでジャーナリスト、ラジオ共同制作者、翻訳者として働く。1973年に詩集『魔法のことば』、ならびに散文作品集『豹女』と『山のように高い海の波』を発表。同年、DDR作家連盟の幹部になる。西ドイツで1年後、『それはこの奇妙な夏だった』というタイトルで選詩集が出版される。1976年、ヴォルフ・ビーアマンの市民権剥奪に対する抗議声明のトップに署名をしたことにより、ドイツ社会主義統一党とDDR作家連盟から除名される。その翌年の1977年に彼女は息子とともに西ベルリンへ移住。
1978年、西ドイツのPENセンターのメンバー、ならびにローマのヴィラ・マッシモの奨学生になる。1980年には、ギュンター・グラスやトーマス・ブラシュ、ペーター・シュナイダーとともに、首相ヘルムート・シュミット宛の公開文書を執筆。1992年、ベルリン芸術アカデミーへの招聘を断った。1996年にはカッセル大学でのグリム兄弟教授職を引き受け、1996/97年にはフランクフルト・アム・マインのヨハン・ヴォルフガング・フォン・ゲーテ大学で客員講師をつとめる。西ベルリンを離れた後は、1981年から1983年5月まで、息子とともにローテンブルク（ヴュンメ）郡ボーテルで暮らし、そこで1984年に詩集『猫の生活』が出版された。
1983年以来、シュレースヴィヒ＝ホルシュタイン州ディトマルシェン郡のティーレンヘンメに居住。2006年、シュレースヴィヒ＝ホルシュタイン州の州首相から、教授という名誉称号を与えられる。1992年以来、ハンブルクの芸術自由アカデミーのメンバーである。
2013年5月5日病気によりシュレースヴィヒ＝ホルシュタイン州の居宅にて急死。

## 作品
- 『酔った太陽 (Die betrunkene Sonne)』(1962)、子供向け放送劇、ライナー・キルシュとの共同制作
- 『ベルリン―太陽の側面 DDRの首都における若者たちのドイツ会談 (Deutschlandtreffen der Jugend in der Hauptstadt der DDR)』(1964)、写真ルポルタージュ、トーマス・ビルハルト、ライナー・キルシュとの共著
- 『恐竜との対話 (Gespräch mit dem Saurier)』(1965)、詩集、ライナー・キルシュとの共著
- 『田舎滞在 (Landaufenthalt)』(1967)、詩集
- 『魔法のことば (Zaubersprüche)』(1973)、詩集
- 『悲しい日 (Trauriger Tag)』
- 『豹女 カセットレコーダーからの5つの飾り気のない物語 (Die Pantherfrau. Fünf unfrisierte Erzählungen aus dem Kassettenrecorder)』(1973)、散文集
- 『山のように高い海の波 (Die ungeheuren bergehohen Wellen auf See)』(1973)、散文集
- 『それはこの奇妙な夏だった (Es war dieser merkwürdige Sommer)』(1974)、詩集
- 『水滴の中のカロリーネ (Caroline im Wassertropfen)』(1975)、児童書、エルドムート・エールシュレーガーの挿絵
- 『秋と冬の間 (Zwischen Herbst und Winter)』(1975)、児童書、イングリッド・シュッパンとの共著
- 『追い風、詩 (Rückenwind. Gedichte)』(1976)、この詩集は、愛・別離・孤独のモチーフに特徴付けられている。キルシュの恋人で、壁によって彼女と引き離され、西ベルリンで暮らしているクリストフ・メッケルとの別離から生まれた。
- 『夏に (Im Sommer)』(1977)
- 『水上の音楽 (Musik auf dem Wasser)』(1977)、選集
- 『冬の詩 (Wintergedichte)』(1978)
- 『猫頭の舗道 (Katzenkopfpflaster)』(1978)、選詩集
- 『7つの肌 1962年から1979年の詩 (Sieben Häute. Gedichte 1962-1979)』(1979)
- 『凧揚げ (Drachensteigen)』(1979)、詩
- 『風と影 (Wind und Schatten)』コータ・タミウチとの共著
- La Pagerie (1980)、散文詩
- 『性別交換 (Geschlechtertausch)』(1980)、イルムトラオト・モルグナーとクリスタ・ヴォルフとの共著
- 『ハンス 私のはりねずみ (Hans mein Igel)』(1980)、グリム兄弟の子供たちと家庭の童話に倣った児童書、パウラ・シュミットの挿絵
- 『紙の星 (Papiersterne)』(1981)、ヴォルフガング・フォン・シュヴァイニッツによって曲をつけられた
- 『土壌 (Erdreich)』(1982)、詩
- 『猫の生活 (Katzenleben)』(1984)、詩
- 『田舎道 1980年から1986年の詩選 (Landwege. Eine Auswahl 1980-1985)』(1985)、ギュンター・クネルトによるあとがき
- 『旅行食 (Reisezehrung)』(1986)、散文
- 『迷い星 (Irrstern)』(1987)、散文集
- 『空気と水 詩 (Luft und Wasser. Gedichte)』(1988)、インゴ・キュールの挿絵
- 『雪のあたたかさ 詩 (Schneewärme. Gedichte)』(1989)
- 『冬の音楽 (Wintermusik)』(1989)
- 『潮 (Die Flut)』(1990)、選集、ゲルハルト・ヴォルフ編纂
- 『もみ殻 (Spreu)』(1991)、絵日記
- 『魔王の娘 (Erlkönigs Tochter)』(1992)、詩
- 『シンプルライフ (Das simple Leben)』(1994)
- 『底なし (Bodenlos)』(1996)
- 『白鳥の愛 詩行と奇跡 (Schwanenliebe. Zeilen und Wunder)』(2001)
- 『雪が嵐の中を飛んでくる (Kommt der Schnee im Sturm geflogen)』(2005)、散文
- 『カッコウの光のなでしこ (Kuckuckslichtnelken)』(2006)、散文
- 『雨猫 (Regenkatze)』(2007)、散文集 (叙情的日記)
- 『夏の帽子 (Sommerhütchen)』(2008)